# Lận Dưỡng Thành
Lận Dưỡng Thành (giản thể: 蔺养成; phồn thể: 藺養成; bính âm: Lìn Yǎngchéng), người Duyên An, Thiểm Tây, xước hiệu là Tranh thế vương (có thuyết là Tả kim vương ), một trong 5 thủ lĩnh của Cách, Tả ngũ doanh thuộc phong trào khởi nghĩa nông dân cuối đời Minh.

## Quá trình hoạt động
Từ năm thứ 10 (1637) đến thứ 15 (1642), ông hội họp với bọn "Lão Hồi Hồi" Mã Thủ Ứng, "Cách lý nhãn" Hạ Nhất Long, "Tả kim vương" Hạ Cẩm, "Cải thế vương" Lưu Hi Nghiêu, lấy vùng núi Anh Sơn, Hoắc Sơn thuộc đông bộ Hồ Bắc làm cứ điểm, hoạt động ở giao giới 3 tỉnh An Huy, Hà Nam, Hồ Bắc, trường kỳ đấu tranh với quan quân, được gọi là Cách, Tả ngũ doanh hay Hồi, Cách ngũ doanh.
Năm thứ 15 (1642), Cách, Tả ngũ doanh liên kết với Lý Tự Thành, chủ yếu hoạt động ở một dải tây bộ Hồ Bắc và tây bắc bộ Hồ Nam, đánh chiếm được các nơi Di Lăng, Lễ Châu, Thường Đức. Cách, Tả ngũ doanh còn đưa quân về Hà Nam phối hợp với Lý Tự Thành trong nhiều chiến dịch quan trọng.
Sau khi Lý Tự Thành giết chết La Nhữ Tài và Hạ Nhất Long, thống nhất chỉ huy, biên chế lại nghĩa quân, Dưỡng Thành được làm Thông Đạt vệ Tả uy vũ tướng quân.

## Kết cục
Cho đến nay, kết cục của Lận Dưỡng Thành có 2 luồng ý kiến:
- 1. Bị Lý Tự Thành giết:

Minh sử quyển 309, Liệt truyện 197, Lưu Tặc truyện, Lý Tự Thành truyện chép: Cao Nhất Công, Phùng Hùng thủ Tương Dương, Nhiệm Kế Quang thủ Kinh Châu, Lận Dưỡng Thành, Ngưu Vạn Tài thủ Di Lăng, Vương Văn Diệu thủ Lễ Châu, Bạch Vượng thủ An Lục, Tiêu Vân Lâm thủ Kinh Môn, Tạ Ứng Long thủ Hán Xuyên, Chu Phượng Ngô thủ Vạn Vũ Châu. Vì thế bọn giặc ở Hà Nam, Hồ Quảng, Giang Bắc không ai không nghe lệnh. Tự Thành đã giết Nhữ Tài, Nhất Long, lại tập kích giết chết Dưỡng Thành, đoạt quân đội của Thủ Ứng, tấn công giết chết Viên Thì Trung ở huyện Kỷ.
Bành Tôn Di - Bình khấu chí chép: cuối ngày 10 tháng 3, trong tiệc rượu giết Cách, Tả… Tào, Hồi khiếp sợ không dám động. "Cách lý nhãn" tên là Hạ Nhất Long, "Tả kim vương" tên là Lận Dưỡng Thành.
- 2. Sau khi Lý Tự Thành chết thì liên kết Nam Minh kháng Thanh, không rõ kết cục:

Minh sử quyển 280, Liệt truyện 168, Hà Đằng Giao truyện chép: Đằng Giao mở cửa thành phủ dụ, bày tiệc say sưa, rồi khao thưởng trâu rượu. (Hác) Diêu Kỳ bèn triệu tập bọn Viên Tông Đệ, Lận Dưỡng Thành, Ngưu Hữu Dũng soái nghĩa quân theo về. Binh lực của Đằng Giao tăng lên hơn 10 vạn, uy danh vang dội.